# John Torrey
Pour les articles homonymes, voir Torrey.
 (février 2010).
John Torrey est un médecin, chimiste et botaniste américain, fondateur de la Torrey Botanical Society et professeur de botanique, né le 15 août 1796 à New York et mort le 10 mars 1873 dans cette même ville.

## Biographie
Il pense tout d'abord s'orienter vers la mécanique, mais grâce à Amos Eaton (1776-1842), qui lui enseigne des rudiments de botanique, de minéralogie et de chimie, il se tourne vers les sciences. En 1815, il commence des études de médecine sous la direction du docteur Wright Post à l'école de médecine et de chirurgie.
Après l'obtention de son diplôme, il ouvre un cabinet à New York tout en poursuivant ses recherches en botanique et sur d'autres sujets scientifiques. Il s'engage dans l'armée comme assistant-chirurgien mais peu passionné par l'exercice de la médecine, occupe en réalité un poste d'enseignant de chimie, de minéralogie et de géologie jusqu'à son départ de l'armée quatre ans plus tard.
Torrey participe en 1817 à la fondation du New York lyceum of natural history, qui deviendra plus tard la New York academy of science. L'une de ses premières contributions est la publication d'un Catalogue of Plants growing spontaneously within Thirty Miles of the City of New York (1819). Ceci contribue à sa notoriété et il commence à déterminer des plantes obtenues lors d'expéditions scientifiques. Il commence à faire paraître en 1824, A Flora of the Northern and Middle United States, or a Systematic Arrangement and Description of all the Plants heretofore discovered in the United States North of Virginia. Mais cette publication tourne court lorsqu'il découvre les travaux de Antoine-Laurent de Jussieu (1748-1836), il abandonne le système linnéen.
En 1827, il obtient la chaire de chimie et de botanique à l'école de médecine, fonction qu'il occupe jusqu'en 1855. Il enseigne également la chimie à Princeton de 1830 au milieu des années 1850. En 1836, le bureau de recherche géologique de l'État de New York le recrute comme botaniste, avec l'objectif de constituer une flore. Il réalise un herbier de 50 000 spécimens et fait paraître en 1843 le résultat de ses recherches en deux volumes. L'État de New York possède ainsi la meilleure flore locale des États-Unis.
Il réalise de nombreuses expertises notamment dans le cadre de la fabrication de monnaie.
Avec Asa Gray, son disciple, ils commencent à étudier systématiquement la flore des États-Unis. Un ouvrage commence à paraître irrégulièrement entre 1838 et 1843 sous le titre de The Flora of North America. Mais ce travail est rapidement obsolète tant le nombre d'espèces nouvelles s'accroît grâce aux diverses campagnes d'exploration qui ont lieu dans l'ouest. Torrey, seul ou avec Gray, fait paraître de nombreuses études sur les plantes récoltées durant ses expéditions.
En 1855, il devient le président de l'American Association for the Advancement of Science et l'un des premiers membres de la National Academy of Sciences, créée en 1863.
Son nom, dans la nomenclature taxonomique, abrégé en Torr., est souvent associé à Asa Gray (Torr. & A. Gray). Le genre Torreya, regroupant des conifères de la famille des Taxacées, lui a été dédié, ainsi que de nombreuses espèces. L'une des plus connues est Pinus torreyana (le pin de Torrey).

## Source
- Keir B. Sterling, Richard P. Harmond, George A. Cevasco & Lorne F. Hammond (dir.) (1997). Biographical dictionary of American and Canadian naturalists and environmentalists. Greenwood Press (Westport) : xix + 937 p.  (ISBN 0-313-23047-1)